# Sakarya BB Pro Team
Das Sakarya BB Pro Team (Salvano Sakarya Bisiklet Birliği) war ein türkisches Radsportteam mit Sitz in Sakarya. 

## Geschichte
Als Radsportverein schon vorher bestehend, besaß das Team von 2019 bis 2024 eine Lizenz als UCI Continental Team. Titelsponsor und Ausstatter war der Radhersteller Salcano.
2019 nur mit türkischen Radrennfahrern besetzt, öfnnete sich das Team zunehmend für Fahrer aus anderen Nationen, meist aus an die Türkei angrenzenden Regionen. Haupteinsatzgebiet des Teams waren die türkischen Radrennen im Kalender der UCI sowie des nationalen Kalenders. 2019, gleich in der ersten Saison, erzielte das Team 20 Siege bei UCI-Rennen, 19 davon in der Türkei, und war damit eines der erfolgreichsten Continental Teams.

## Erfolge pro Saison
| Rennserie                 | 2019 | 2020 | 2021 | 2022 | 2023 | 2024 |
| ------------------------- | ---- | ---- | ---- | ---- | ---- | ---- |
| UCI ProSeries             | -    | -    | -    | -    | -    | -    |
| UCI Continental Circuits  | 16   | 1    | 2    | 5    | 1    | 1    |
| nationale Meisterschaften | 3    | 2    | 2    | 4    | -    | 1    |

## Platzierungen in der UCI-Weltrangliste
| World Ranking | World Ranking | World Ranking              | World Ranking |
| Jahr          | Teamwertung   | Einzelwertung              |               |
| ------------- | ------------- | -------------------------- | ------------- |
| 2019          | 41.           | Onur Balkan (118. )        |               |
| 2020          | 54.           | Onur Balkan (255. )        |               |
| 2021          | 60.           | Mychajlo Kononenko (352. ) |               |
| 2022          | 38.           | Mychajlo Kononenko (287. ) |               |
| 2023          | 151.          | Musa Mikayilzade (1010. )  |               |
| 2024          | 127.          | Burak Abay (608. )         |               |
|               |               |                            |               |
| Quelle: UCI   |               |                            |               |